# Флор (балка)
Флор (англ. floor) — в судостроении поперечные стальные днищевые балки или листы в наборе, а также поперечные стальные балки или листы в танках в наборе корпуса судна, продолжением которых от скуловой части до верхней палубы являются шпангоуты.

## Виды флоров
- Водонепроницаемый флор или сплошной глухой флор (англ. watertight floor)
- Сплошной флор с вырезами (англ. solid floor)
- Бракетный флор или облегчённый флор, или открытый флор (англ. bracket floor)

На больших судах, как правило, вырезы в днищевых флорах делают так, что расстояние от выреза до днища составляет 25 сантиметров и расстояние от выреза до деки трюма тоже составляет 25 сантиметров. Учитывая, что высота обычного танка между днищем и декой составляет 96-100 см, можем сказать, что вырез флора по высоте приблизительно равен 48 сантиметрам. Вырез во флоре может быть круглым или овальным. Овальный вырез высотой около 48 сантиметров (длина больше) позволяет пролезать не полному человеку для обследования танков и прочих отсеков.
Флоры могут быть не только днищевыми. Так, на балкерах в верхних танках тоже присутствуют флоры, флоры есть и в форпиках и ахтерпиках по всей высоте танка. Для свободного протока воды и наливных грузов, а также для выхода воздуха в нижних и верхних оконечностях флоров устраивают специальные вырезы — голубницы.